# Iraqi Odyssey
Iraqi Odyssey es una película documental suizo en 3D escrito y dirigido por Samir. La película fue seleccionada por Suiza para competir en la categoría Mejor película en lengua extranjera en la 88.ª edición de los Premios Óscar, al final no fue nominada.

## Sinopsis
La película cuenta la historia de la familia del director emigrante iraquí Samir. Su ejemplo muestra cómo ha cambiado la vida en Irak desde la década de 1950 hasta ahora.

## Reconocimientos
| Premios y nominaciones de la película "Iraqi Odyssey" | Premios y nominaciones de la película "Iraqi Odyssey" | Premios y nominaciones de la película "Iraqi Odyssey" | Premios y nominaciones de la película "Iraqi Odyssey" | Premios y nominaciones de la película "Iraqi Odyssey" | Premios y nominaciones de la película "Iraqi Odyssey" |
| Año                                                   | Premio                                                | Categoría                                             | Candidato                                             | Resultado                                             |                                                       |
| ----------------------------------------------------- | ----------------------------------------------------- | ----------------------------------------------------- | ----------------------------------------------------- | ----------------------------------------------------- | ----------------------------------------------------- |
| 2014                                                  | Festival de cine en Abu Dabi                          | Premio NETPAC a la mejor película                     | "Iraqi Odyssey"                                       | Ganadora                                              |                                                       |
| 2014                                                  | Festival de cine en Abu Dabi                          | "Perla Negra" a la mejor película documental          | "Iraqi Odyssey"                                       | Nominada                                              |                                                       |
| 2015                                                  | Festival de Cine de Berlín                            | "Panorama" a la mejor película documental (3er lugar) | "Iraqi Odyssey"                                       | Ganadora                                              |                                                       |
| 2015                                                  | Premio de Cine Suizo                                  | Premio a la mejor película documental                 | "Iraqi Odyssey"                                       | Nominada                                              |                                                       |